# Glorietta Mountain (метеорит)
Glorietta Mountain (метеорит Глориета-Маунтин) — железокаменный метеорит общей массой более 147,6 кг. Метеорит в целом и его отдельные фрагменты также известны под многочисленными альтернативными именами: метеорит Альбукерке, метеорит Канончито, метеорит Пуэбло-Похоаке, метеорит Рио-Арриба, метеорит Санта-Фе, метеорит округа Тринити.
В 1884 году Джордж Кунц нашёл в окрестностях Канончито (округ Санта-Фе, штат Нью-Мексико) три основных фрагмента метеорита общей массой 145 кг. Научное описание находки было опубликовано Кунцем в 1885—1886 годах. В 1914 другой крупный (2,5 кг) фрагмент той же природы был найден в округе Рио-Арриба. Исследования показали, что этот и другие метеориты, найденные в округах Санта-Фе, Тринити и Рио-Арриба, идентичны по составу и структуре трём фрагментам из Канончито. В составе метеорита 12,04 % никеля, 13,2 ppm галлия, 10,7 ppm германия, 0,014 ppm иридия. В 1930 году индеец-пахарь нашёл на территории пуэбло Похоаке (округ Санта-Фе, 30 миль от места находки 1884 года) древний горшок и обломок метеорита, также идентичный по составу метеориту из Канончито. Исследователи предположили, что метеорит Пуэбло-Похоаке был «инструментом» индейского лекаря.
Крупнейший фрагмент метеорита массой 60,7 кг хранится в венском Музее естествознания. Крупные (более 1 кг) фрагменты хранятся в музеях Альбукерке, Берлина, Вашингтона, Нью-Йорка, Парижа, Чикаго и в Йельском университете. Крупнейший фрагмент «Глориеты» на территории РФ (204 г) хранится в собрании Российской академии наук в Москве.
Множество мелких фрагментов метеорита находятся в частных руках и распродаются на интернет-аукционах. Американское пособие для копателей-любителей (в США поиск метеоритов вполне законен) рекомендует: «Вы можете начать поиски с уже исследованных полей близ Глориетта-Маунтин, или с полей Холбрука и Франконии в Аризоне. В последнее десятилетие там нашли тысячи каменистых метеоритов». В 2001 году фрагмент из частной коллекции, тонкий срез массой 445 г, был украден на выставке в Тусоне.